# بانک یورکشایر
بانک یورکشایر (انگلیسی: Yorkshire Bank) شرکت خدمات مالی و بانکداری بریتانیایی است، که در سال ۱۸۵۹ توسط ادوارد اکروید تأسیس شد.